# Eriachne burkittii
Eriachne burkittii är en gräsart som beskrevs av Pieter Jansen. Eriachne burkittii ingår i släktet Eriachne och familjen gräs. Inga underarter finns listade i Catalogue of Life.